# متعدد وجوه ثنوي

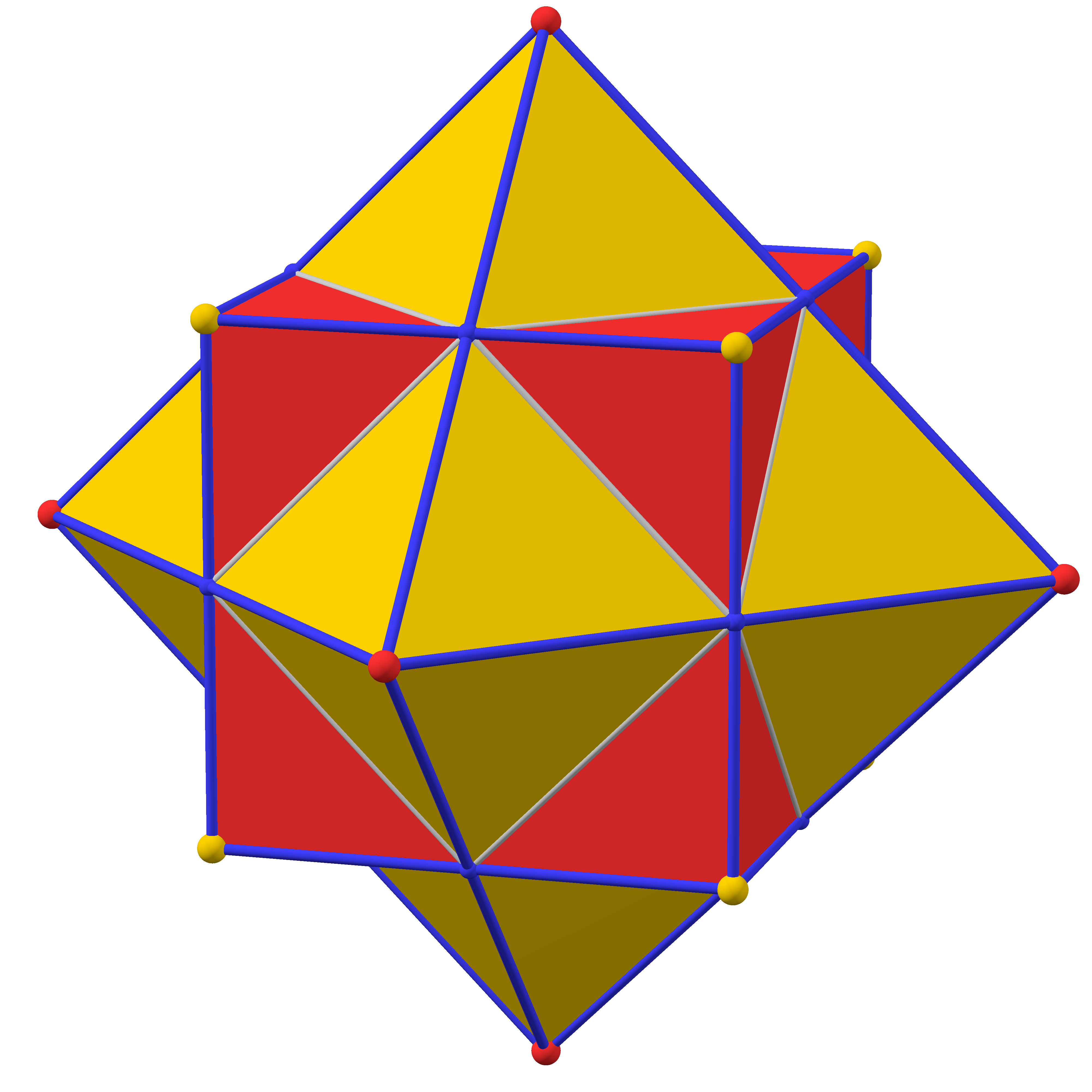
ثنوي المكعب هو ثماني الوجوه، حيث تكون رؤوس أحدهما مقابلةً لوجوه الآخر، وتكون حوافه متقابلةً مع بعضها البعض.

في الهندسة، يرتبط كل متعدد وجوه ببنية ثِنْويَّة (أو ثَنَوِيَّة، بالإنجليزية: Dual) ثانية، حيث تقابل رؤوس أحدهما وجوه الآخر، والحواف بين أزواج رؤوس أحدهما تقابل الحواف بين أزواج وجوه الآخر. تظل هذه الأشكال الثنوية متعددات وجوه توفيقية أو مجردة، ولكن لا يمكن أيضًا إنشاء كلها كمتعددات وجوه هندسية. بدءًا من أي متعدد وجوه محدد، فإن ثِنْويّ ثِنْوِيّه هو متعدد الوجوه الأصلي.
تحافظ الثنوية على تناظرات متعدد الوجوه. لذلك، بالنسبة للعديد من أصناف متعددات الوجوه المعرفة بواسطة تناظراتها، تنتمي الثنويات إلى صنف التناظر الموافقة. على سبيل المثال، متعددات الوجوه المنتظمة – المجسمات الأفلاطونية (المحدبة) ومتعددات وجوه كبلر-بوانسو (النجمية) – تشكل أزواجًا ثنوية، حيث يكون رباعي الوجوه المنتظم ثنويًّا ذاتيًا. ثنوي متعدد الوجوه متساوي أزواج الزوايا (الذي يكون فيه أي رأسين متساويين في ظل تناظرات متعدد الوجوه) هو متعدد الوجوه متساوي أزواج الوجوه (واحد يكون فيه أي وجهين متساويين [...])، والعكس. إن ثنوي متعدد الوجوه متساوي أزواج الحواف (الذي تكون فيه أي حافتين متكافئتين [...]) هو أيضًا متساوي أزواج الحواف.

### معلومات الكتب الكاملة
- Wenninger, Magnus (1983), Dual Models (بالإنجليزية), Cambridge University Press, ISBN:0-521-54325-8, MR:0730208.

- Grünbaum, Branko (2003), "Are your polyhedra the same as my polyhedra?", In Aronov, Boris; Basu, Saugata; Pach, János; Sharir, Micha (eds.), Discrete and Computational Geometry: The Goodman–Pollack Festschrift, Algorithms and Combinatorics (بالإنجليزية), Berlin: Springer, vol. 25, pp. 461–488, CiteSeerX:10.1.1.102.755, DOI:10.1007/978-3-642-55566-4_21, ISBN:978-3-642-62442-1, MR:2038487.

| بذرة          | بتر             | تهذيب          | بتر ثنائي        | ثنوي            | نشر              | بتر شامل          | قطع تناوبي      | قطع تناوبي       | قطع تناوبي         |
| ------------- | --------------- | -------------- | ---------------- | --------------- | ---------------- | ----------------- | --------------- | ---------------- | ------------------ |
|               |                 |                |                  |                 |                  |                   |                 |                  |                    |
| t0{p,q} {p,q} | t01{p,q} t{p,q} | t1{p,q} r{p,q} | t12{p,q} 2t{p,q} | t2{p,q} 2r{p,q} | t02{p,q} rr{p,q} | t012{p,q} tr{p,q} | ht0{p,q} h{q,p} | ht12{p,q} s{q,p} | ht012{p,q} sr{p,q} |